# レトルト

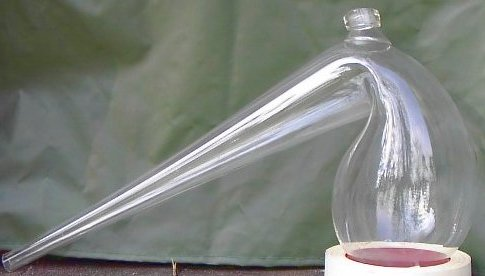
レトルト

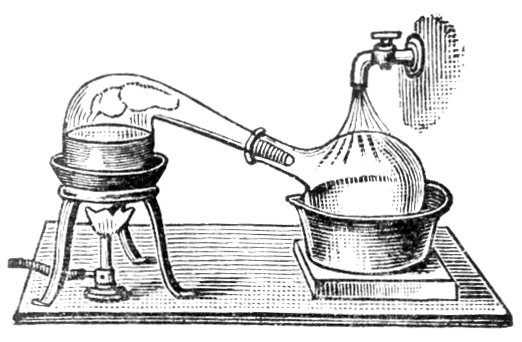
レトルトの使い方

レトルト（英: retort、蘭: retort）とは、化学実験において物質の蒸留や乾留をする際に用いられるガラス製の器具を指す。
形状としては、球状の容器の上に長くくびれた管が下に向かって伸びているもの。蒸留させたい液体を入れて球状の部分を熱すると、蒸気が管の部分に結露し、管をつたって容器に取り出したい物質が集められる。
化学産業の分野ではレトルトとは、物質を熱して化学変化を起こさせ、気体を生成して収集したり他の用途に用いるための、気密性のある容器を指す。
また、缶詰や瓶詰などを加熱減菌する際に用いる加圧釜のこともレトルトと呼ぶ。

## 歴史
レトルトは錬金術で広く用いられたため、錬金術師を描いた数多くのデッサンやスケッチにレトルトも描かれている。近代的な蒸留装置が開発される以前にはアントワーヌ・ラヴォアジエやイェンス・ベルセリウスなど著名化学者たちもレトルトを用いていた。
化学実験においては、リービッヒ冷却器の発明をはじめとする技術的進歩にともない、レトルトの使用頻度は急激に低下した。ただし、単純な蒸留だけをおこなえばよく複雑な実験装置は必要とされないような場合には、依然としてレトルトが用いられている。
近代においては、水銀の蒸留製錬にはレトルト炉が用いられていた。これはレトルトの原理を用いた炉の一種で鉄製の物であった。ただし、受け入れ可能な水銀鉱石は高品質な物に限られ、鉱石の処理量も多くなかったため、低品質の鉱石にも利用でき処理量も多いロータリーキルン等に切り替えられていった。三重県の丹生鉱山跡には、製錬に用いられたレトルト炉が残されている。